# نهر وامبو

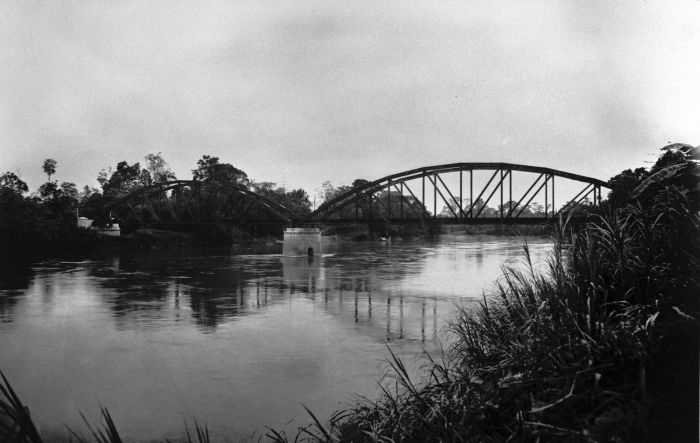
جسر للسكك الحديدية فوق نهر وامبو حوالي عام 1920

نهر وامبو هو نهر في سومطرة الشمالية، إندونيسيا. يتدفق خلال مديرية كارو ومديرية لانجكات، يعرف هذا النهر باسم نهر لاو بيانغ في مديرية كارو، ويعرف باسم نهر وامبو في مديرية لانجكات، يتدفق مباشرة من الغابات الكثيفة في حديقة جونونج ليوسر الوطنية. ويصب في مضيق ملقا. نهر بوهوروك هو رافد لنهر وامبو.
وكان جزء كبير من وادي النهر قديما غابات مطيرة خصبة، ولكن معظمها قد دمر الآن لقطع الأخشاب ومزارع زيت النخيل.هذا النهر أيضا يعتبر مكان جيد لأنشطة التجديف.